# Utilitarian
| Recensione | Giudizio |
| ---------- | -------- |
| AllMusic   |          |

Utilitarian è il quattordicesimo album in studio della band inglese dei Napalm Death, pubblicato il 27 febbraio 2012 dalla Century Media Records.
È uscito in formato CD standard, in edizione limitata con bonus track e in LP con una traccia in più. Le registrazioni sono avvenute nel corso del 2011.

## Il disco
L'album non si discosta molto dal precedente Time Waits for No Slave, con un misto di death metal e grindcore al limite del rumorismo puro. L'estremismo musicale della band risalta così in maniera più brillante rispetto ad altre prove in studio, confermando ancora una volta i Napalm Death come uno dei migliori gruppi della scena grindcore. Il tema principale dei testi è la crisi economica degli ultimi anni e le critiche ai tentativi di porvi rimedio.

## Tracce
1. Circumspect (strumentale) – 2:17
2. Errors in the Signals – 3:02
3. Everyday Pox (feat. John Zorn) – 2:12
4. Protection Racket – 4:00
5. The Wolf I Feed – 2:57
6. Quarantined – 2:47
7. Fall on Their Swords – 3:57
8. Collision Course – 3:14
9. Orders of Magnitude – 3:21
10. Think Tank Trials – 2:27
11. Blank Look About Face – 3:12
12. Leper Colony – 3:23
13. Aim Without an Aim – 3:06 – bonus track dell'edizione limitata
14. Everything in Mono – 2:49 – bonus track dell'edizione limitata
15. Nom de Guerre – 1:07
16. Analysis Paralysis – 3:23
17. Opposites Repellent – 1:22
18. A Gag Reflex – 3:30
19. Standardization – 2:45 – edizione su vinile

## Formazione
- Mark "Barney" Greenway - voce
- Shane Embury - basso
- Mitch Harris - chitarra
- Danny Herrera - batteria